# Isidoro Galán
Isidoro Galán Carretero (Casas de Haro, provincia de Cuenca, 23 de diciembre de 1935 – Cartagena, 2 de junio de 2025) fue un sacerdote español, obrero de la construcción y sindicalista, delegado del sindicato Comisiones Obreras (CC. OO.).

## Biografía
Ingresó en la Compañía de Jesús en 1951, en Aranjuez, a la edad de 16 años, y estudió Filosofía y Teología. Fue ordenado sacerdote el 15 de julio de 1965, a la edad de 30 años, en la iglesia de los jesuitas de Madrid.
Fue sacerdote en activo en Cartagena en los años sesenta del siglo XX. Llegó a esa ciudad en 1968. Junto con Mariano González Mangada y Miguel Ángel Ondínez impulsó las comunidades eclesiales de base y la Hermandad Obrera de Acción Católica (HOAC) y a consecuencia de ello sufrió la represión franquista: el 14 de noviembre de 1972, junto a otros sacerdotes, fue detenido, golpeado, encarcelado y exiliado temporalmente de Cartagena por organizar acciones subversivas.
Isidoro Galán, párroco de la barriada Virgen de la Caridad de Cartagena, empezó a trabajar en una empresa constructora (Dragados y Construcciones) y llegó a ser dirigente sindical en la misma. Lideraría en Cartagena la huelga de la construcción murciana de 1976. 
En 1978, tras la legalización del PCE y de CC. OO., Isidoro Galán se acercó a estas organizaciones. En el Primer Congreso Confederal de CC.OO., Isidoro Galán se convirtió en su representante regional en Cartagena, el primero de la Transición, en un momento en el que no había muchos voluntarios para este puesto. 
Otra vertiente de su labor fue la cultural, que desarrolló en la editorial ZYX y en 1974, junto a otros miembros de la HOAC, en la apertura de la librería Espartaco en la calle Serreta de Cartagena junto con el librero Mariano González Mangada.
Mostró una gran solidaridad con las familias de los presos del Movimiento de Liberación Nacional Vasco. Esta solidaridad le llevó a querer aprender euskera.
En 2014 participó en mítines de Podemos.

## Publicaciones
- Galán, Isidoro (2001). «La librería Espartaco y Mariano». Cuadernos del Estero. Revista de estudios e investigación (La Iglesia de la Transición en Cartagena) (16): 127-130. ISSN 0214-7661.

- Galán, Isidoro (2001). «Los jesuitas en la Misión Obrera del barrio de Las Seiscientas». Cuadernos del Estero ( La Iglesia de la Transición en Cartagena) (16): 35 a 42. ISSN 0214-7661.